# 卡夫卡毒藥難題
卡夫卡毒药难题（英語：Kavka's toxin puzzle）是一个关于形成执行某一行动（根据理性，这是一个实际上不会执行的行动）的意图的可能性的思想實驗。难题由道德和政治哲学家格雷戈里·S·卡夫卡（Gregory S. Kavka）在《毒药难题》（The Toxin Puzzle，1983年）中提出，源于他在威懾理論和相互保證毀滅方面的工作。

## 难题
卡夫卡最初版本的难题如下：

一位古怪的亿万富翁在你面前放置了一瓶毒药，如果你喝下它，将使你痛苦地生病一天，但不会威胁到你的生命或有任何持续的影响。如果你在今晚午夜打算明天下午喝下这种毒药，这位亿万富翁将在明天早上支付给你一百万美元。他强调，你不需要喝这种毒药才能收到这笔钱；事实上，如果你做到了，这笔钱将在喝毒药的时间到来前几个小时就已存入你的银行账户。你所要做的就是……今晚午夜打算明天下午喝下这种东西。你完全可以在收到钱后改变主意，不喝这种毒药。

一个可能的解释：如果你还打算在以后的某个时候改变主意，你能打算喝下这种毒药吗？

## 悖论
这种悖论性质可以用许多方式陈述，这对于理解哲学家提出的分析可能很有用：
- 与紐康伯悖論一致，一个全知的支付机制使一个人在做出决定之前就让他知道他的决定，但也假定该人之后可能会自由意志地改变他的决定。
- 同样与紐康伯悖論一致；卡夫卡的说法，即一个人不能打算做自己不会做的事，使得支付机制成为逆因果关系的一个例子。
- 决定喝下毒药的支付是不明确的。
- 对于一个事件有两个不同的支付的决定。

由于毒药造成的痛苦将被收到的钱所抵消，我们可以绘制如下的支付表。
| 意图行动 | 打算 | 不打算 |
| -------- | ---- | ------ |
| 喝       | 90   | −10    |
| 不喝     | 100  | 0      |

根据卡夫卡：无论是否得到支付，喝下毒药都不符合你的利益。一个理性的人会知道自己不会喝下毒药，因此不可能打算喝它。
| 意图行动 | 打算   | 不打算 |
| -------- | ------ | ------ |
| 喝       | 不可能 | −10    |
| 不喝     | 不可能 | 0      |

大卫·高蒂尔认为，一旦一个人打算喝下毒药，他就不能考虑不喝它的想法。
你明天早上的理性决策结果是将使你的生活尽可能好地进行的行动，前提是它与你的承诺兼容——在这种情况下，与你今天形成的喝下毒药的真诚意图兼容。因此，理性行动是喝下毒药。
| 意图行动 | 打算   | 不打算 |
| -------- | ------ | ------ |
| 喝       | 90     | −10    |
| 不喝     | 不可能 | 0      |

难题的一个核心原则是，对于一个理性的人
- 这个人有合理的理由打算喝下毒药，因为可以获得一些奖励。
- 得出上述结论后，这个人没有合理的理由喝下毒药，因为不会获得进一步的奖励，且没有理性的人会毫无利益地自残。

因此，一个理性的人必然根据第一个论点打算喝下毒药，然而，如果这个人打算喝下毒药，在第二个论点上他就是不理性的。